# Charles Rosher junior
Charles Rosher junior, geboren als Charles Delacey Rosher, (* 2. Juli 1935 in Beverly Hills, Kalifornien, Vereinigte Staaten; † 14. Oktober 2015 ebenda) war ein US-amerikanischer Kameramann.

## Leben
Charles Delacey Rosher, Sohn des legendären Kameramanns Charles Rosher (1885–1974), war über die Kontakte seines soeben in den Ruhestand getretenen Vaters Mitte der 1950er Jahre zum Film gestoßen und hatte den Beruf von der Pike auf erlernt. Rosher juniors erste Aufgabe war die eines Materialassistenten (sog. „camera loader“) bei Edward Dmytryks ausladenden Südstaatendrama Das Land des Regenbaums, die Rosher junior im Alter von 21 Jahren verrichtete. In den 1960er Jahren verdiente er sich seinen Lebensunterhalt als einfacher Kameramann und war in dieser Funktion in der zweiten Hälfte dieses Jahrzehnts auch an den beliebten Krimiserien Mannix und Kobra, übernehmen Sie beteiligt.
Mit Beginn der 1970er Jahre avancierte Rosher jr. zum Chefkameramann. Zeitweilig, in der zweiten Hälfte des Jahrzehnts, ließ man ihn eine Reihe von hochwertigen Filmen fotografieren, darunter die beiden von der Kritik äußerst wohlwollend besprochenen Inszenierungen Robert Altmans Drei Frauen und Eine Hochzeit sowie die nicht minder gut aufgenommene Kriminalkomödie Die Katze kennt den Mörder und Stanley Donens parodistisch anmutende Hollywood-Nabelschau Movie Movie. Bald darauf verflachte Roshers Œuvre, und der Kameramann konnte kaum mehr lohnenswerte Aufträge erhalten.
Charles Rosher jr. hat auch für das Fernsehen gearbeitet (z. B. 1973 beim Horrorfilm Die Katzengöttin, 1983 bei der Glamour-Romanze Princess Daisy und zuletzt 1994 bei dem Anwaltskrimi Jake Lassiter: Justice on the Bayou). 1992 absolvierte er einen Auftritt in der Kinodokumentation über Kameraleute Visionen aus Licht – Die Geschichte der Kameraführung (Visions of Lights).
Bis zu seinem Tode war Charles Rosher junior insgesamt viermal verheiratet. Seine Halbschwester war die eine Generation ältere Schauspielerin Dorothy Rosher, besser bekannt unter dem Künstlernamen Joan Marsh (1914–2000).

## Filmografie
- 1970: Adam at 6 a.m.
- 1970: 100 Dollar mehr, wenn’s ein Junge wird (The Baby Maker)
- 1971: Sex-Lehrer Report (Pretty Maids All in a Row)
- 1973: Time to Run
- 1973: Hex – Dimensionen der Furcht (Hex)
- 1973: Die Katzengöttin (The Cat Creature)
- 1974: Together Brothers
- 1977: Drei Frauen (3 Women)
- 1977: Die Katze kennt den Mörder (The Late Show)
- 1977: Zwei ausgebuffte Profis (Semi-Tough)
- 1978: Eine Hochzeit (A Wedding)
- 1978: Movie Movie (Movie Movie)
- 1979: Schwingen der Angst (Nightwing)
- 1979: Mord im Zwiebelfeld (The Onion Field)
- 1981: Herzquietschen (Heartbeeps)
- 1983: Ihre letzte Chance (Independence Day)
- 1984: Young Lust
- 1989: Police Academy 6 – Widerstand zwecklos (Police Academy 6: City Under Siege)
- 1992: Midnight Hero / Heiße Nächte in L.A. (Midnight Hero / Sunset Heat)